# Young Artist Award

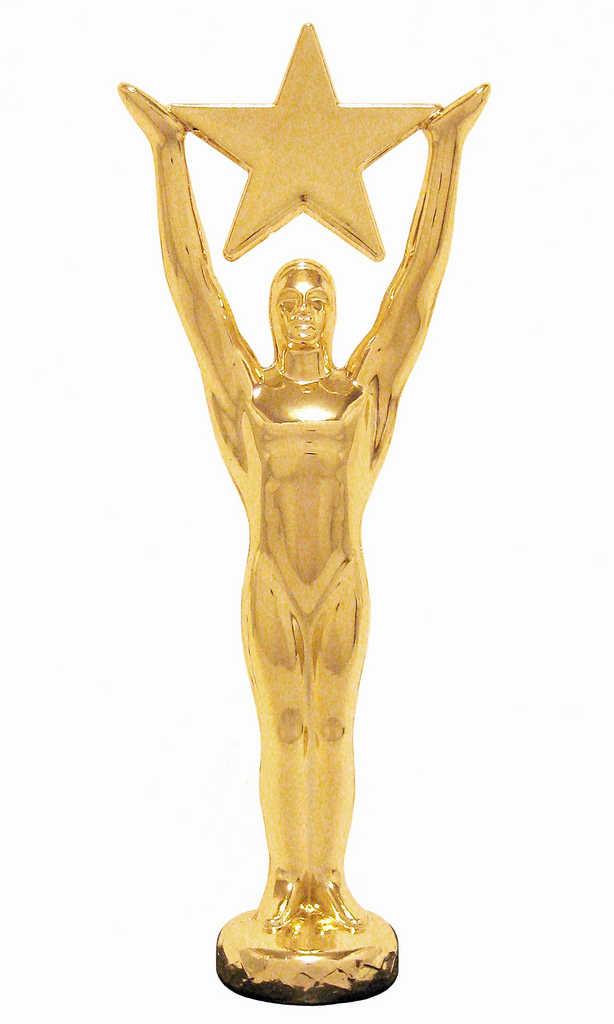
Die Statuette des Young Artist Awards

Die Young Artist Awards (Akronym: YAA; bis 1999 bekannt als Youth In Film Awards) sind ein jährlich in den USA von der Young Artist Foundation, einer 1979 gegründeten Non-Profit-Organisation, vergebener Film- und Fernsehpreis für junge Schauspieler und Schauspielerinnen. Neben dem Filmpreis selbst stellt die Foundation auch Stipendien für vielversprechende junge Schauspieler, welche ansonsten nicht die nötigen finanziellen Anforderungen erbringen könnten, bereit. Sie war auch die erste Organisation, die gezielt eine Preisverleihung für Künstler unter dem 18. Lebensjahr in den Bereichen Film, Fernsehen, Theater und Musik veranstaltete.

## Geschichte
Die erste Verleihung der Awards fand im November 1979 im Sheraton Universal Hotel in Hollywood statt und honorierte die jungen Künstler der Filmjahre 1978 und 1979.

## Idee
Sinn des Young Artists Award ist es, auf junge Schauspieler aufmerksam zu machen, die anderenfalls kaum ins Licht der Öffentlichkeit rücken würden. Mit dem Stand der Verleihung von 2011 werden Preise in insgesamt 44 Kategorien vergeben. Erstmals wurde der Preis im Jahr 1979 (für Filme des Jahres 1978–1979) verliehen. Im Jahr 2010 erhielten erstmals deutschsprachige Nachwuchsdarsteller einen Award. Ausgezeichnet wurden Leonie Benesch und Leonard Proxauf für ihre Leistung in dem Drama Das weiße Band – Eine deutsche Kindergeschichte. Die Verleihung erfolgt regelmäßig im Frühjahr in Studio City im US-Bundesstaat Kalifornien. Ähnlich den Oscars wird der Young Artist Award von anderen jungen Künstlern moderiert.

## Derzeitige Kategorien
Die Young Artist Awards werden hauptsächlich in den beiden Sparten Film, Fernsehen und Theater vergeben. Die darin aufgehenden unterschiedlichen Kategorien werden zum Teil nochmals nach Genres und dem Alter der Schauspieler und Schauspielerinnen unterteilt.
Film
| Kategorie                                            | Originalbezeichnung                                           | Verleihungszeitraum |
| ---------------------------------------------------- | ------------------------------------------------------------- | ------------------- |
| Bester Hauptdarsteller in einem Spielfilm            | Best Performance in a Feature Film – Leading Young Actor      | seit 1979           |
| Beste Hauptdarstellerin in einem Spielfilm           | Best Performance in a Feature Film – Leading Young Actress    | seit 1979           |
| Bester Nebendarsteller in einem Spielfilm            | Best Performance in a Feature Film – Supporting Young Actor   |                     |
| Beste Nebendarstellerin in einem Spielfilm           | Best Performance in a Feature Film – Supporting Young Actress |                     |
| Beste Besetzung in einem Spielfilm                   | Best Performance in a Feature Film – Young Ensemble Cast      |                     |
| Beste Darstellung in einem internationalen Spielfilm | Best Performance in an International Feature Film             |                     |
| Bester Schauspieler in einem Kurzfilm                | Best Performance in a Short Film – Young Actor                |                     |
| Beste Schauspielerin in einem Kurzfilm               | Best Performance in a Short Film – Young Actress              |                     |
| Beste Darstellung in einem DVD-Film                  | Best Performance in a DVD Film                                |                     |

Fernsehen
| Kategorie                                                            | Originalbezeichnung                                                              | Verleihungszeitraum |
| -------------------------------------------------------------------- | -------------------------------------------------------------------------------- | ------------------- |
| Bester Hauptdarsteller in einem Fernsehfilm, Miniserie oder Special  | Best Performance in a TV Movie, Miniseries or Special – Leading Young Actor      |                     |
| Beste Hauptdarstellerin in einem Fernsehfilm, Miniserie oder Special | Best Performance in a TV Movie, Miniseries or Special – Leading Young Actress    |                     |
| Bester Nebendarsteller in einem Fernsehfilm, Miniserie oder Special  | Best Performance in a TV Movie, Miniseries or Special – Supporting Young Actor   |                     |
| Beste Nebendarstellerin in einem Fernsehfilm, Miniserie oder Special | Best Performance in a TV Movie, Miniseries or Special – Supporting Young Actress |                     |
| Bester Hauptdarsteller in einer Fernsehserie (Comedy oder Drama)     | Best Performance in a TV Series (Comedy or Drama) – Leading Young Actor          |                     |
| Beste Hauptdarstellerin in einer Fernsehserie (Comedy oder Drama)    | Best Performance in a TV Series (Comedy or Drama) – Leading Young Actress        |                     |
| Bester Nebendarsteller in einer Fernsehserie (Comedy oder Drama)     | Best Performance in a TV Series (Comedy or Drama) – Supporting Young Actor       |                     |
| Beste Nebendarstellerin in einer Fernsehserie (Comedy oder Drama)    | Best Performance in a TV Series (Comedy or Drama) – Supporting Young Actress     |                     |
| Bester Gastdarsteller in einer Fernsehserie                          | Best Performance in a TV Series – Guest Starring Young Actor                     |                     |
| Beste Gastdarstellerin in einer Fernsehserie                         | Best Performance in a TV Series – Guest Starring Young Actress                   |                     |
| Bester wiederkehrende Schauspieler in einer Fernsehserie             | Best Performance in a TV Series – Recurring Young Actor                          |                     |
| Beste wiederkehrende Schauspielerin in einer Fernsehserie            | Best Performance in a TV Series – Recurring Young Actress                        |                     |
| Bester Schauspieler in einer Daytime-Fernsehserie                    | Best Performance in a Daytime TV Series – Young Actor                            |                     |
| Beste Schauspielerin in einer Daytime-Fernsehserie                   | Best Performance in a Daytime TV Series – Young Actress                          |                     |
| Herausragende Besetzung in einer Fernsehserie                        | Outstanding Young Ensemble in a TV Series                                        |                     |

Weitere Kategorien
| Kategorie                                    | Originalbezeichnung                                                      | Verleihungszeitraum |
| -------------------------------------------- | ------------------------------------------------------------------------ | ------------------- |
| Lebenswerk-Preis für früherer Kinderstars    | Former Child Star Lifetime Achievement Award (auch: Mickey Rooney Award) | seit 1979           |
| Bester Schauspieler in einem Theaterstück    | Best Performance in Live Theater – Young Actress                         |                     |
| Beste Schauspielerin in einem Theaterstück   | Best Performance in Live Theater – Young Actor                           |                     |
| Bester Synchronsprecher                      | Best Performance in a Voice-over Role – Young Actor                      |                     |
| Beste Synchronsprecherin                     | Best Performance in a Voice-over Role – Young Actress                    |                     |
| Bester Internetauftritt eines Schauspielers  | Best Web Performance – Young Actor                                       | seit 2013           |
| Bester Internetauftritt einer Schauspielerin | Best Web Performance – Young Actress                                     | seit 2013           |